# China Xinhua Airlines

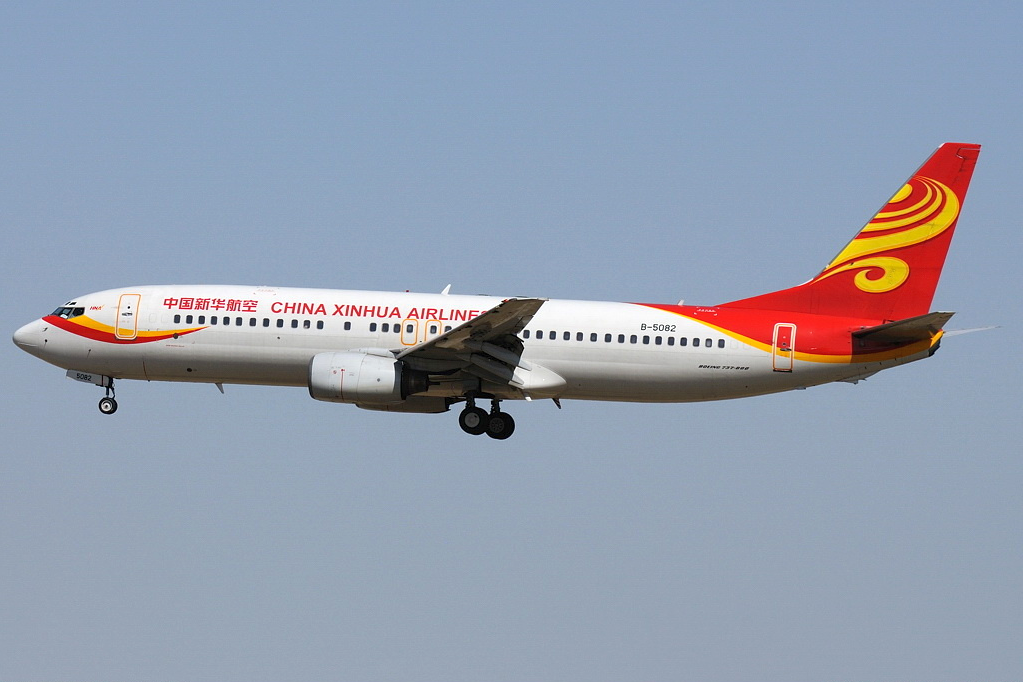
Boeing 737-800 авиакомпании China Xinhua Airlines в международном аэропорту Шоуду (2011 год)

China Xinhua Airlines (кит. трад. 中國新華航空, упр. 中国新华航空, пиньинь: Zhōngguó Xīnhuá Hángkōng) — упразднённая в качестве самостоятельного перевозчика китайская авиакомпания со штаб-квартирой в городском районе Чаоян (Пекин), работающая в сфере регулярных и чартерных перевозок преимущественно на внутренних маршрутах Китая. До 2007 года в качестве главных транзитных узлов (хабов) компания использовала пекинский аэропорт Шоуду и международный аэропорт Тяньцзинь Биньхай.
29 ноября 2007 года China Xinhua Airlines завершила слияние с другими перевозчиками Shanxi Airlines и Chang An Airlines, образовав новую авиакомпанию Grand China Air в качестве дочернего предприятия магистрала Hainan Airlines.

## История
China Xinhua Airlines была образована в августе 1992 года и начала операционную деятельность 6 июня следующего года.
В апреле 1997 года перевозчик вместе с Dassault Falcon Jet и Avion Pacific стал партнёром компании Oriental Falcon Jet Service, на 60 % принадлежащей магистральной авиакомпании Hainan Airlines, и занимавшейся чартерными перевозками по внутренним маршрутам на самолётах Falcon 50.
29 ноября 2007 года China Xinhua Airlines вошла в состав новой авиакомпании Grand China Air — дочернего предприятия Hainan Airlines.

## Флот
В августе 2019 года воздушный флот авиакомпании China Xinhua Airlines составляли следующие самолёты:
Ранее авиакомпания эксплуатировала следующие воздушные суда:
- Boeing 737-300 — 6 ед.
- Boeing 737-400 — 3 ед.
- Boeing 737-800 — 2 ед.